# Marco Verratti
Marco Verratti (ur. 5 listopada 1992 w Pescarze) – włoski piłkarz, występujący na pozycji pomocnika w katarskim klubie Al-Arabi oraz w reprezentacji Włoch.

## Kariera klubowa
Rozwijał się w akademii Pescary, a zadebiutował w pierwszej drużynie w wieku 16 lat w sezonie 2008/2009. Rok później występował częściej i stał się kluczowym zawodnikiem swojej drużyny.
17 lipca 2012 podpisał kontrakt z francuskim Paris Saint-Germain.

## Kariera reprezentacyjna
28 lutego 2012 zadebiutował w reprezentacji Włoch U-21 meczu towarzyskim z Francją.
13 maja 2012 Verratti znalazł się na 32-osobowej prowizorycznej liście na Euro 2012. Był jednym z dwóch piłkarzy z Serie B (drugim był Angelo Ogbonna).
15 sierpnia 2012 w towarzyskim meczu z Anglią (1:2), zadebiutował w dorosłej reprezentacji Włoch.

## Statystyki kariery klubowej
(Stan na: koniec sezonu 2019/2020)
| Klub                 | Sezon              | Liga               | Liga  | Liga   | Puchary krajowe | Puchary krajowe | Europa | Europa | Suma  | Suma   |
| Klub                 | Sezon              | Liga               | Mecze | Bramki | Mecze           | Bramki          | Mecze  | Bramki | Mecze | Bramki |
| -------------------- | ------------------ | ------------------ | ----- | ------ | --------------- | --------------- | ------ | ------ | ----- | ------ |
| Delfino Pescara 1936 | 2008/09            | Serie C1           | 7     | 0      | 2               | 0               | –      | –      | 9     | 0      |
| Delfino Pescara 1936 | 2009/10            | Serie C1           | 8     | 1      | 0               | 0               | –      | –      | 8     | 1      |
| Delfino Pescara 1936 | 2010/11            | Serie B            | 28    | 1      | 1               | 0               | –      | –      | 29    | 1      |
| Delfino Pescara 1936 | 2011/12            | Serie B            | 31    | 0      | 1               | 0               | –      | –      | 32    | 0      |
| Delfino Pescara 1936 | Ogólnie            | Ogólnie            | 74    | 2      | 2               | 0               | 0      | 0      | 76    | 2      |
| PSG                  | 2012/13            | Ligue 1            | 27    | 0      | 3               | 0               | 9      | 0      | 39    | 0      |
| PSG                  | 2013/14            | Ligue 1            | 29    | 0      | 6               | 0               | 8      | 0      | 43    | 0      |
| PSG                  | 2014/15            | Ligue 1            | 32    | 2      | 10              | 0               | 7      | 1      | 49    | 3      |
| PSG                  | 2015/16            | Ligue 1            | 18    | 0      | 5               | 0               | 5      | 0      | 28    | 0      |
| PSG                  | 2016/17            | Ligue 1            | 28    | 3      | 8               | 0               | 7      | 0      | 43    | 3      |
| PSG                  | 2017/18            | Ligue 1            | 22    | 0      | 9               | 0               | 8      | 2      | 38    | 2      |
| PSG                  | 2018/19            | Ligue 1            | 26    | 0      | 5               | 1               | 7      | 0      | 38    | 1      |
| PSG                  | 2019/20            | Ligue 1            | 20    | 0      | 8               | 0               | 9      | 0      | 37    | 0      |
| PSG                  | 2020/21            | Ligue 1            | 21    | 0      | 2               | 0               | 7      | 0      | 31    | 0      |
| PSG                  | 2021/22            | Ligue 1            | 24    | 2      | 3               | 0               | 5      | 0      | 32    | 2      |
| Ogólnie              | Ogólnie            | Ogólnie            | 247   | 7      | 51              | 1               | 72     | 3      | 378   | 11     |
| Ogólnie w karierze   | Ogólnie w karierze | Ogólnie w karierze | 321   | 9      | 53              | 1               | 57     | 3      | 454   | 13     |

## Statystyki kariery reprezentacyjnej
(Stan na: 25 grudnia 2020)
| Reprezentacja A | Rok      | Mecze | Bramki |
| --------------- | -------- | ----- | ------ |
| Włochy          | 2012     | 2     | 0      |
| Włochy          | 2013     | 2     | 1      |
| Włochy          | 2014     | 6     | 0      |
| Włochy          | 2015     | 5     | 0      |
| Włochy          | 2016     | 4     | 0      |
| Włochy          | 2017     | 5     | 0      |
| Włochy          | 2018     | 5     | 0      |
| Włochy          | 2019     | 7     | 2      |
| Włochy          | 2020     | 2     | 0      |
| Włochy          | 2021     | 10    | 0      |
| Włochy          | 2022     | 1     | 0      |
| Ogólnie:        | Ogólnie: | 49    | 3      |

| Gole w reprezentacji | Gole w reprezentacji | Gole w reprezentacji | Gole w reprezentacji | Gole w reprezentacji | Gole w reprezentacji | Gole w reprezentacji              |
| Lp.                  | Data                 | Miejsce              | Przeciwnik           | Wynik                | Gol                  | Rozgrywki                         |
| -------------------- | -------------------- | -------------------- | -------------------- | -------------------- | -------------------- | --------------------------------- |
| 1.                   | 06.02.2013           | Amsterdam, Holandia  | Holandia             | 1:1                  | Gol                  | Mecz towarzyski                   |
| 2.                   | 26.03.2019           | Parma, Włochy        | Liechtenstein        | 6:0                  | Gol                  | eliminacje Mistrzostw Europy 2020 |
| 3.                   | 11.06.2019           | Turyn, Włochy        | Bośnia i Hercegowina | 2:1                  | Gol                  | eliminacje Mistrzostw Europy 2020 |

## Sukcesy

### Delfino Pescara 1936
- Serie B: 2011/2012

### Paris Saint-Germain
- Mistrzostwo Francji: 2012/2013, 2013/2014, 2014/2015, 2015/2016, 2017/2018, 2018/2019
- Puchar Francji: 2014/2015, 2015/2016, 2016/2017, 2017/2018
- Puchar Ligi Francuskiej: 2013/2014, 2014/2015, 2015/2016, 2016/2017, 2017/2018
- Superpuchar Francji: 2013, 2014, 2015, 2016, 2017, 2018, 2019

### Reprezentacyjne
- Wicemistrzostwo Europy U-21: 2013
- Mistrzostwo Europy 2020

### Indywidualne
- Bravo Award: 2012
- Gracz roku Serie B: 2012
- Drużyna turnieju Mistrzostw Europy U-21: 2013
- Młody gracz roku Ligue 1: 2013/2014
- Drużyna roku Ligue 1: 2012/2013, 2013/2014, 2014/2015, 2015/2016, 2017/2018, 2018/2019
- Zagraniczny gracz roku Ligue 1: 2014/2015
- Włoski gracz roku: 2015